# Hrabstwo Benton (Tennessee)
Hrabstwo Benton (ang. Benton County) – hrabstwo w stanie Tennessee w Stanach Zjednoczonych. Obszar całkowity hrabstwa obejmuje powierzchnię 436,20 mil² (1129,75 km²). Według szacunków United States Census Bureau w roku 2009 miało 16 025 mieszkańców.
Hrabstwo powstało w 1835 roku.
Hrabstwo należy do nielicznych hrabstw w Stanach Zjednoczonych należących do tzw. dry county, czyli hrabstw gdzie decyzją lokalnych władz obowiązuje całkowita prohibicja.

## Miasta
- Big Sandy
- Camden[6]

## CDP

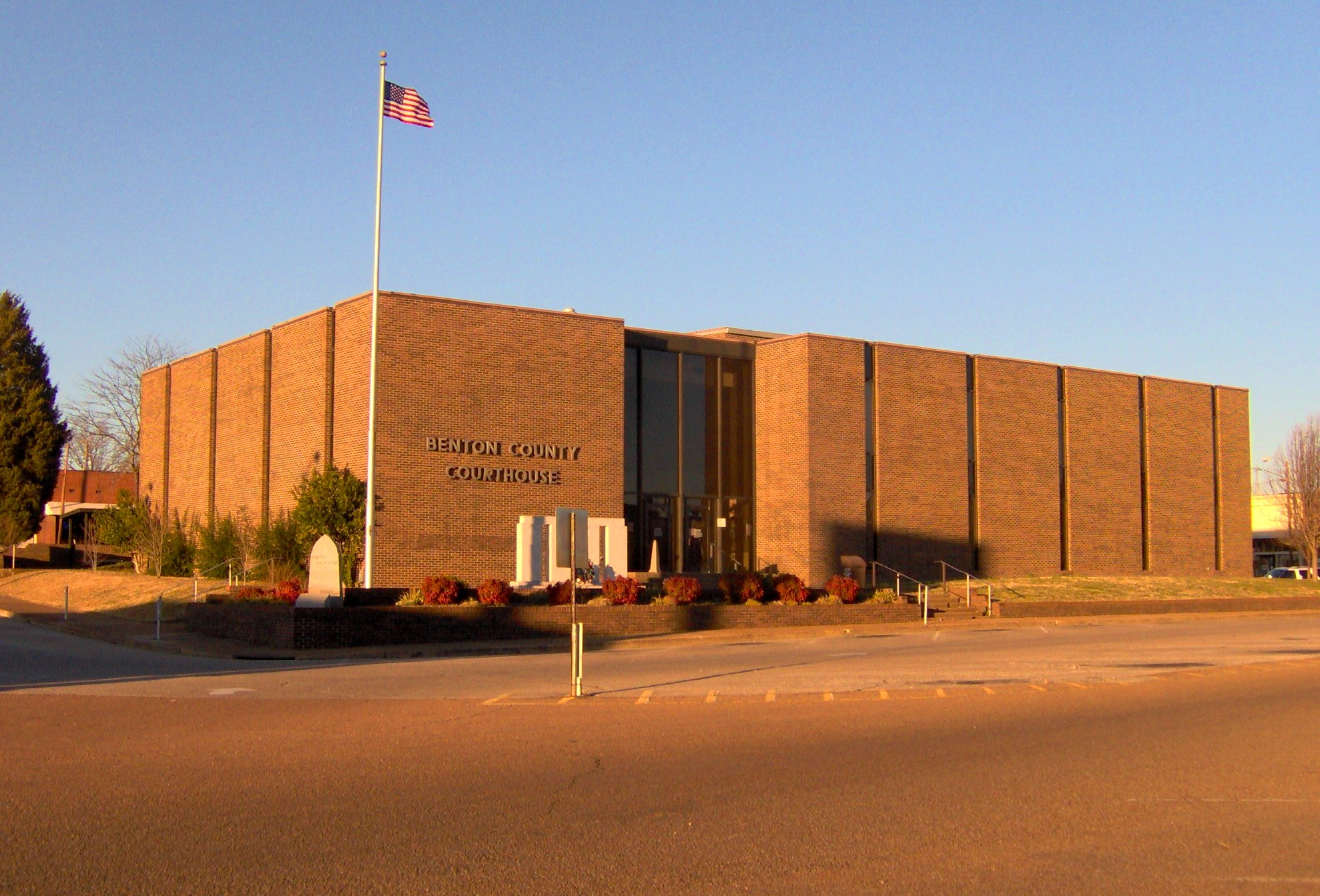
Budynek administracji hrabstwa (courthouse) w Camden

- Eva[6]